# Voli radenti
Voli radenti è una serie di fumetti creata dal greco Arkas pubblicata in Italia da Lavieri.

## Storia editoriale
Sono stati pubblicati i seguenti volumi:
- Guarda papà, sto volando! (2005);
- Passero sarai tu! (2005);
- Onora il padre (2005);
- Le gioie della paternità (2005);
- Prendilo al volo papà! (2006);
- Così impari... (2010);
- Preso per il naso... (2011).

## Personaggi
I protagonisti sono due passeri, un padre ed un figlio. Viene inoltre menzionata una madre che è scappata con una rondine quando il piccolo passero è nato. Il figlio è un ragazzino, che non ama essere un passero e che fa commenti sarcastici su chiunque incontri, specie suo padre.
Il padre invece è un passero molto triste, perché ha perso la moglie ed ha un figlio che lo tratta molto male e che parla male di lui anche con gli altri uccelli.